# Holcocera plagiatella
Holcocera plagiatella é uma espécie de mariposa do gênero Holcocera pertencente à família Coleophoridae.